# كيكو اجينا
كيكو اجينا (بالإنجليزية: Keiko Agena)‏ مواليد 3 أكتوبر 1973 في هونولولو، هاواي، الولايات المتحدة، هي ممثلة أمريكية بدأت مسيرتها الفنية عام 1993.

## الأعمال

### أفلام
- إي آر
- بنات غيلمور
- دامو ستحيل
- دون أثر
- كاسل
- هاوس

## روابط خارجية
- كيكو اجينا على موقع IMDb (الإنجليزية)
- كيكو اجينا على موقع روتن توميتوز (الإنجليزية)
- كيكو اجينا على موقع ألو سيني (الفرنسية)
- كيكو اجينا على موقع أول موفي (الإنجليزية)
- كيكو اجينا على موقع إن إن دي بي (الإنجليزية)
- كيكو اجينا على موقع قاعدة بيانات الفيلم (الإنجليزية)
- كيكو اجينا على موقع كينوبويسك (الروسية)